# Kalnexin

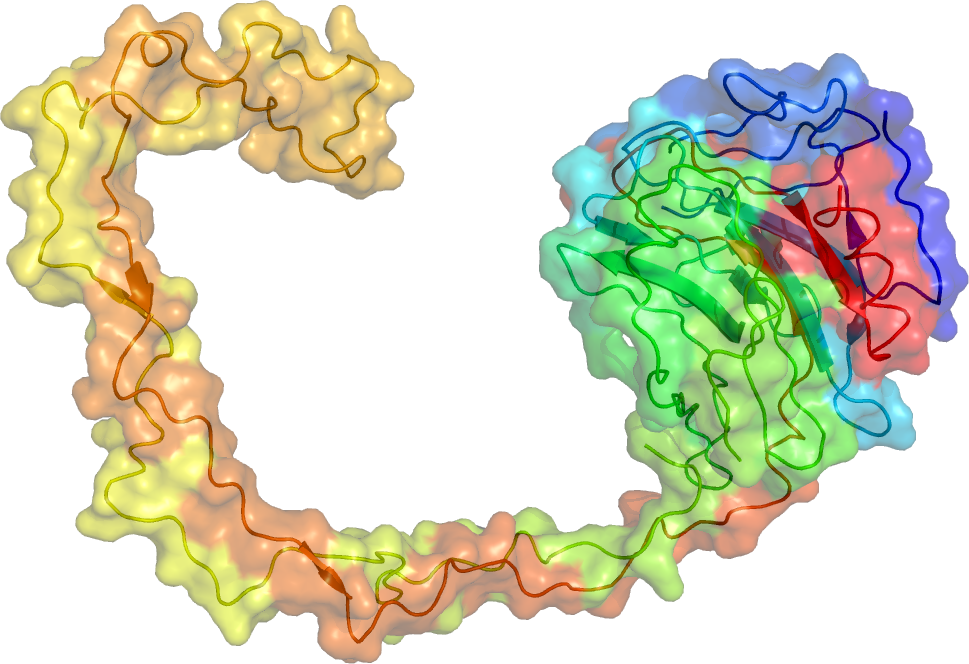
Kalnexin

Kalnexin (též calnexin) je protein přítomný uvnitř endoplazmatického retikula, s transmembránovou doménou a se schopností vázat vápník (calcium, Ca2+). Je to lektin, který se váže na N-glykany čerstvě vyrobených (do ER translokovaných) glykoproteinů, jež byly v procesu dozrávání zbaveny prvních dvou glukózových podjednotek (pomocí glukosidázy I a glukosidázy II), a pomáhá jim sbalit se a dosáhnout správného prostorového uspořádání. Proto je to zástupce chaperonů, podobně jako kalretikulin, který se na tomto procesu také účastní. Součástí tohoto systému je i oxidoreduktáza ERp57.
V souvislosti s kalnexinem se mluví o tzv. kalnexinovém cyklu, v němž je protein do doby, než se správně složí, případně pokud tzv. manózový časovač (buď ER manosidáza I, nebo EDEM) neodstraní jednu z devíti manóz, což spouští ERAD dráhu degradace špatně složených proteinů. Calnexinový cyklus funguje tak, že kalnexin asociuje s proteiny, pokouší se dosáhnout jejich správného složení, uvolní je a následně dochází k odstranění třetí glukózy pomocí glukosidázy II. Je-li protein stále nedostatečně složen, glukóza je opět přidána pomocí specifické glukosyltransferázy a proběhne nové kolo asociace s kalnexinem.